# شاهرخ پژمان
شاهرخ پژمان از شاعران معاصر افغانستان بوده و اشعارش بیشتر سنت شکن و در راستای اصلاح فرهنگ جامعه افغان است. از او مقالات و اشعار زیادی در تارنماهای فارسی زبان به نشر رسیده است.

## زندگی
دکتر شاهرخ پژمان دوران آغازین دانش آموزی خود را در دبستان استاد فکر ی سلجوقی شروغ نموده بعد از ختم دوره ابتدایی شامل مکتب متوسطه (دوره رهنمایی) استاد فکری سلجوقی شد. بعد از اتمام دوره رهنمایی وارد دبیرستان سلطان غیاث‌الدین غوری، که یکی از مدارس (مکااتب) مشهور در ولایت هرات است شد. او در سال ۱۳۷۵ خورشیدی از لیسه سلطان غیاث الدین غوری فارغ شده و بعد از سپری کردن امتحان کنکور وارد دانشکده پزشکی دانشگاه هرات شد. این زمان دقیقاً وقتی بود که از تصرف هرات توسط نیروی‌های طالبان دو سال می‌گذشت و شرایط زندگی برای همه مردم افغانستان اعم از دانشجو و کاگر و کسبه کار دشوار بود. او در کنار تحصیلات دانشگاهی مصروف شد به راه‌اندازی "برنامه توسعه جوانان " که یک انجمن از جوانان با احساس هراتی برای رشد و انکشاف سویه جوانان بود. او با تعدادی از جوانان که دلشان برای سرنوشت آینده گان شهر و کشورشان می‌سوخت در این راستا سخت کار کردند. دو سال پس از سرنگونی رژیم طالبان و امدن شرایط امن نسبی از دانشگاه هرات فارغ شده و نامزد بورسیه برای ادامه تحصیل در رسته اداره سیستم بهداشت (صحت عامه) توسط انستیتوت آموزش بین‌المللی IIE آمریکا شد و برای ادامه تحصیل عازم آمریکا شد. او هم‌اکنون در آمریکا در مصروف دوره مافوق تخصص در اداره سیستم صحت عامه است.

## نمونه اشعار
مادر
مادر ای حریم امن هستی من
مادر ای تکیه گاه لحظات سستی من
تو خالق منی
با تو از خالق همه بینیازم
با خاک قدمت قبله می‌سازم
اسم تو اسم اعظم من
مهر تو کلمه قسم من
با تو همیشه با عرش برابرم
بی تو عین فرش روی درم
لطف وجود تو، مایه وجود من
نوازش نیمه شبی تو، پایه صعود من
برای تو ای خدای من
ای موجود برتر
ای درخت همیشه پر ثمر
دنیا را سراسر ا عبادتگاه میسارم
کهکشان‌ها را سر بسر عرش مصلی می‌سازم
روز تو روز تولد خررشید
روزتو روز طلوع امید
درروز تو اسمان‌ها را آذین می‌بندم
با عشق تو در بر روی کین می‌بندم

## مراجع
1. ↑  «وب‌گاه قطغنی بخش شعر، ادب». بایگانی‌شده از اصلی در ۲۹ سپتامبر ۲۰۰۷. دریافت‌شده در ۲۴ اوت ۲۰۰۷.
2. ↑  «وب‌گاه خاوران بخش فرهنگی». بایگانی‌شده از اصلی در ۲۷ سپتامبر ۲۰۰۷. دریافت‌شده در ۲۴ اوت ۲۰۰۷.